# Online-Demonstration
Eine Online-Demonstration oder ein Virtuelles Sit-In ist eine politische Aktionsform im World Wide Web. Durch wiederholtes Aufrufen einer bestimmten Homepage von zahlreichen Computern aus und innerhalb einer festgelegten Zeitspanne wird eine Blockade des Servers beabsichtigt, über den die betreffende Homepage erreichbar ist. Bei einem technischen Erfolg ist die entsprechende Webseite unerreichbar oder nur stark verlangsamt abrufbar.
Online-Demonstrationen tragen den Charakter einer Blockade oder eines Sit-Ins. Sie richten sich wie herkömmliche Demonstrationen gegen die Politik von Staaten, Konzernen, Organisationen usw. und zielen auf die Lahmlegung der Webseite durch Zugriffe zahlreicher Demonstranten.
Technisch gesehen sind Online-Demonstrationen eine bestimmte Form von DDoS-Attacken. Bei Online-Demonstrationen wird sich jedoch keiner fremder Rechner – zum Beispiel in Form eines Bot-Netzwerkes – bedient. Um technisch zum Erfolg zu kommen, ist daher eine große Teilnehmerzahl notwendig.

## Geschichte
Die erste dokumentierte Aktion im Rahmen dieses Konzeptes fand am 21. Dezember 1995 statt. Die Gruppe Strano Network veranstaltete ein Virtuelles Sit-In auf verschiedenen Seiten der französischen Regierung, um gegen die Atomtests auf dem Pazifikatoll Mururoa zu protestieren. Internetnutzer waren dazu aufgerufen, diese Seiten für eine Stunde immer wieder aufzurufen. Dies hatte wenig Auswirkungen, da das Internet damals noch nicht die Popularität von heute besaß und deshalb wenig Resonanz und Teilnahme zu verzeichnen war. Erst drei Jahre später, am 29. Januar 1998, gab es die nächste direkte Aktion im Internet. Eine Stunde wurden verschiedene Seiten von mexikanischen Finanzinstituten blockiert. Eine Anonymous Digital Coalition hatte dazu aufgerufen mit dem Ziel, auf den Krieg zwischen der mexikanischen Armee und der EZLN in der Provinz Chiapas aufmerksam zu machen.
Das Electronic Disturbance Theater (EDT) um Ricardo Dominguez hatte damals das Zapatista Floodnet Tool entwickelt, ein inzwischen legendäres Script, das automatisiert immer wieder die anzugreifenden Webseiten neu lud, um den betreffenden Server zu „fluten“. Im Dezember 1999 war EDT am sogenannten toywar beteiligt, einer wochenlangen Netzschlacht zwischen der Spielzeugfirma eToys und der Künstlergruppe etoy. Das EDT gilt heute als Vorreiter des elektronischen Widerstandes. Dominguez sieht Online-Demonstrationen in der Tradition der amerikanischen Bürgerrechtsbewegung der 1960er Jahre und nennt sie „Elektronischen Zivilen Ungehorsam“.

### Online-Demos in Deutschland
Die erste Online-Demonstration in Deutschland fand am 29. Juni 2000, zwischen 21:15 und 22:00 Uhr statt. Im Rahmen des Projekts ActiveLink der Merz Akademie in Stuttgart organisierte der Internet-Aktivist Alvar Freude einen Online-Protest gegen die Gesetzgebung und Haftungsregeln bezüglich Hyperlinks. Anlass waren Massenabmahnungen des Anwalts Günter Freiherr von Gravenreuth wegen Links auf fremde Webseiten. Die Online-Demo sollte der Startschuss für die Gründung einer Online-Demonstrations-Plattform sein. Die Plattform wird heute als ODEM.org weitergeführt, nutzte aber nicht mehr das Demonstrationsformat einer Online-Demonstration. Freude war später federführend in den Kampagnen gegen die Sperrungen ausländischer Internet-Seiten in Nordrhein-Westfalen und gegen das Zugangserschwerungsgesetz sowie bei der Gründung des Arbeitskreises gegen Internetsperren und Zensur involviert und führte somit die Ziele der ersten Online-Demo mit anderen Mitteln weiter. Er sah virtuelle Sit-Ins als Protestform dann als legitim an, wenn es sich um ein Online-Thema handelt und andere Protestformen nicht oder nur schwer umsetzbar sind.
Fälschlicherweise wird als erste Online-Demonstration häufig eine Aktion der Initiativen Libertad! und kein mensch ist illegal im Rahmen der antirassistischen Deportation.class-Kampagne, die die Beteiligung von Fluggesellschaften an staatlichen Abschiebungen durch vielfältige Aktionsformen kritisierte, bezeichnet. Die Organisationen riefen dazu auf, am Tag der Lufthansa-Aktionärsversammlung, die am 20. Juni 2001 in Köln stattfand, die Homepage der Lufthansa für zwei Stunden zu blockieren. Die Demonstration wurde beim Kölner Ordnungsamt angemeldet. Als Versammlungsort gaben die Initiatoren „www.lufthansa.com“ an.
Schon vor ihrem Start hatte die Demonstration einen ersten Erfolg. Die Online-Demonstration wurde von vielen deutschen Print- und Internetmedien aufgegriffen und hatte auch weltweite Medienresonanz. In der Berichterstattung wurde auch über ihr Anliegen informiert und damit das Abschiebegeschäft der Lufthansa thematisiert. Über 13.000 Menschen beteiligten sich schließlich an der Online-Demonstration gegen Lufthansa. Zum Einsatz kam dabei auch eine Protest-Software, deren Quellcode inzwischen veröffentlicht ist. Die Webseite des Konzerns war innerhalb der zweistündigen Blockade knapp zehn Minuten weltweit nicht erreichbar und auch in der übrigen Zeit nicht oder nur schwer aufrufbar.
Lufthansa stellte nach der Demonstration Strafanzeige. Im Rahmen der Ermittlungen kam es im Oktober 2001 zu Hausdurchsuchungen und zahlreichen Beschlagnahmungen in Privat- und Geschäftsräumen von Libertad!. Im Frühsommer 2005 fand am Amtsgericht Frankfurt am Main ein Prozess gegen den Domaininhaber von „www.libertad.de“ wegen Nötigung und Aufruf zu Straftaten statt. Der Angeklagte wurde im Mai 2006 vom Oberlandesgericht Frankfurt am Main im Revisionsverfahren freigesprochen. Das Gericht hat in der Urteilsbegründung festgestellt, dass eine Online-Demonstration „weder das Tatbestandsmerkmal der Gewalt, noch das der Drohung mit einem empfindlichen Übel“ erfüllt.

## Rechtliches
Nur in Deutschland kam es bisher zu Strafverfahren gegen Online-Demonstrationen. Die Frankfurter Staatsanwaltschaft interpretierte die Online-Demo gegen Lufthansa als Nötigung der Lufthansa-Kunden sowie der Lufthansa selbst. Nach einem zweitägigen Prozess schloss sich das Gericht dieser Auffassung an. Nötigung sei sowohl wegen Anwendung von Gewalt als auch wegen Drohung mit einem empfindlichen Übel gegeben. Das Urteil war unter Juristen umstritten. Nicht wenige sehen Online-Demonstrationen durch das Grundrecht auf freie Meinungs- und Versammlungsfreiheit gedeckt. Gegen das Urteil des Frankfurter Amtsgericht wurde im Juli 2005 Revision eingelegt. Das Oberlandesgericht Frankfurt am Main sprach im Mai 2006 die Initiatoren der Online-Demo frei und erklärte, dass eine Online-Demonstration „weder das Tatbestandsmerkmal der Gewalt, noch das der Drohung mit einem empfindlichen Übel“ beinhalte (Aktenzeichen: 1 Ss 319/05). Seinerzeit gab es allerdings den heutigen § 303b noch nicht, der eventuell zu einem anderen Urteil geführt hätte.
Mittlerweile gibt es zur Frage, ob Online-Demonstrationen eine Versammlung im verfassungsrechtlichen Sinne darstellen, auch eine Stellungnahme der Bundesregierung: In ihrer Antwort auf eine Kleine Anfrage der Fraktion Die Linke stellt die Bundesregierung fest, dass „virtuelle Versammlungen mangels Körperlichkeit“ keine Versammlungen im Sinne von Artikel 8 GG seien. Damit können sich die Initiatoren dieser „Online-Demonstrationen“ nicht auf das Versammlungsgrundrecht berufen. In dem zugrundeliegenden Fall (virtueller Protest gegen die GEMA) war zudem die aktive Betätigung eines Buttons erforderlich, um den DDoS Angriff auszulösen. Die Frage der generellen Strafbarkeit von DDoS-Attacken ließ die Bundesregierung jedoch offen: „Ob eine DDoS-Attacke eine Straftat im Sinne des § 303b StGB (Computersabotage) darstellt, obliegt der Prüfung im Einzelfall durch die zuständigen Strafverfolgungsbehörden und Gerichte. Allgemeine Vorschriften zur Einschätzung gibt es bei Bundesbehörden nicht.“